# 740 pr. n. št.

## Rojstva
- Sanherib, kralj Asirije, Babilonije, Akada in Sumerije († 681 pr. n. št.)